# Chiranjeevi

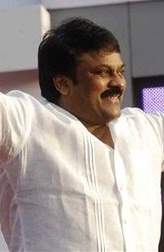
Chiranjeevi, 2011

Chiranjeevi (Telugu చిరంజీవి; * 22. August 1955 in Narasapuram, Andhra Pradesh) ist ein indischer Schauspieler und Produzent des Telugu-Films. Daneben betätigt er sich als Politiker, unter anderem als Mitglied des Indischen Nationalkongresses.

## Leben
Chiranjeevi wurde als K. Shivashankara Varaprasad im Taluk Narasapuram im Distrikt West Godavari geboren. Er studierte am Madras Film Institute und war Amateurbühnenschauspieler. Als solcher hatte er seinen ersten öffentlichen Auftritt im Rahmen der Feierlichkeiten zum Tag der Republik 1976 in Andhra Pradesh. Er gab sein Schauspieldebüt im Jahr 1978 mit dem Film Punadhirallu und hatte im selben Jahr seinen ersten großen Erfolg mit Pranam Khareedu. In seinen frühen spielte er unter den Regisseuren Bapu und K. Balachander. Anfang der 1980er begann Chiranjeevis Aufstieg zum Megastar des Telugu-Kinos mit der außerordentlich erfolgreichen Schurkenrolle in Intilo Ramayya Vidhilo Krishnayya (1981) und mehr noch in A. Kodandarami Reddys Actionthriller Khaidi (1983). Er erspielte sich in den 1980er und 1990er Jahren einen Ruf als Darsteller gewaltaffiner Macho-Rollen. Entgegen seinem Rollenklischee besetzte ihn K. Vishwanath in den Hauptrollen seiner Dalit-Dramen Swayamkrushi (1987) und Apathbandhavudu (1992). Chiranjeevi stand neben zahlreichen Darstellerinnen der südindischen Filmindustrien vor der Kamera, darunter mit Vanisree in A. Kodandarami Reddys Attaku Yamudu Ammayiki Mogudu (1989) und Sridevi in K. Raghavendra Raos Jagadeka Veerudu Atiloka Sundari (1990). Mit Pratibandh (1990) hatte er an der Seite von Juhi Chawla sein Debüt in einem Hindi-Film. Wegen sexuell expliziter Dialoge und Darstellungen erlebte der Chiranjeevi-Film Alluda Majaaka (1995) des Regisseurs E. V. V. Satyanarayana eine Zensur-Debatte, die von indischen Frauen- und Studentengruppen sowie auf der Gegenseite durch mit Selbstverbrennung drohenden Chiranjeevi-Fans angeheizt wurde. Der zunächst nur mäßig erfolgreiche Film entwickelte sich nach seiner Wiederveröffentlichung mit einigen Zensurschnitten zu einem Kassenschlager.
Nach zahlreichen Filmfare Awards South und einem National Film Award als Produzent des K.-Balachander-Films Rudraveena (1988) wurde er 2006 mit dem Padma Bhushan ausgezeichnet.
Chiranjeevi ist der Gründer der Prajarajyam-Partei. Chiranjeevi war in den Jahren von 2012 bis 2014 Staatssekretär im Ministerium für Tourismus in der Regierung von Premierminister Manmohan Singh.

## Filmografie (Auswahl)
- 1978: Punadhirallu
- 1978: Pranam Khareedu
- 1978: Manavoori Pandavulu
- 1979: Idi Kathakadu
- 1981: 47 Rojulu
- 1981: Chattaniki Kallulevu
- 1981: Intilo Ramayya Vidhilo Krishnayya
- 1983: Abhilasha
- 1983: Khaidi
- 1984: Goonda
- 1984: Challenge
- 1985: Jwala
- 1985: Vijeta
- 1987: Donga Mogudu
- 1987: Swayamkrushi
- 1988: Rudraveena
- 1988: Khaidi No. 786
- 1988: Marana Mridangam
- 1989: Attaku Yamudu Ammayiki Mogudu
- 1989: State Rowdy
- 1990: Jagadeka Veerudu Atiloka Sundari
- 1990: Pratibandh
- 1991: Gang Leader
- 1991: Aaj Ka Goonda Raj
- 1992: Gharana Mogudu
- 1992: Mutha Mestri
- 1992: Apathbandhavudu
- 1995: Alluda Majaaka
- 1996: Sipayi
- 1997: Hitler
- 1997: Master